# Činžovní dům Pařížská 28
Činžovní dům Pařížská 28 je secesní budova z roku 1907, situovaná na nároží ulic Pařížská a Bílkova v Praze na Josefově.

## Historie
Stavba podle architektonického návrhu českého malíře a architekta Karla Vítězslava Maška vznikla v roce 1907 (1906).

## Architektura
Fasáda je provedena ve stylu zoomorfní secese a je bohatě zdobena. Nápadným prvkem je jednak nárožní arkýř, který je pro Maškovu architektonickou tvorbu typický, ale také například vitráže a mozaiky, které navrhoval sám architekt.